# Джорджо К'єлліні
Джо́рджо К'єллі́ні (італ. Giorgio Chiellini, нар. 14 серпня 1984, Піза, Італія) — італійський футболіст, центральний захисник.

## Клубна кар'єра
Вихованець футбольної школи клубу «Ліворно». Дорослу футбольну кар'єру розпочав 2000 року в основній команді того ж клубу, в якій провів чотири сезони, взявши участь у 55 матчах чемпіонату. 
2004 року уклав контракт з клубом «Ювентус». Не провівши за туринську команду жодної гри, був відданий в оренду до «Фіорентини». Відіграв за «фіалок» один сезон. Більшість часу, проведеного у складі «Фіорентини», був основним гравцем захисту команди.
Повернувшись до складу «Ювентуса» 2005 року, досить швидко почав залучатися до основного складу команди. Наразі є ключовим гравцем захисної ланки команди, встиг відіграти за «стару синьйору» 384 матчів в національному чемпіонаті.
У грудні 2023 року К'єлліні оголосив про завершення кар'єри.

## Виступи за збірні
2000 року дебютував у складі юнацької збірної Італії (U-16). Загалом взяв участь у 45 іграх у складі юнацьких збірних країни різних вікових категорій, відзначившись трьома забитими голами.
Протягом 2003–2007 років залучався до складу молодіжної збірної Італії. На молодіжному рівні зіграв у 26 офіційних матчах, забив 6 голів.
2004 року захищав кольори олімпійської збірної Італії. У складі цієї команди провів 2 матчі, був учасником футбольного турніру на Олімпійських іграх 2004 року в Афінах, на якому команда здобула бронзові олімпійські нагороди.
Того ж 2004 року дебютував в офіційних матчах у складі національної збірної Італії. Наразі провів у формі головної команди країни 47 матчів, забивши 2 голи. У складі збірної був учасником чемпіонату Європи 2008 року в Австрії та Швейцарії, а також чемпіонату світу 2010 року у ПАР.
| Дата       | Місто        | Господарі         | Результат             | Гості                | Турнір                | Голи | Примітки          |
| ---------- | ------------ | ----------------- | --------------------- | -------------------- | --------------------- | ---- | ----------------- |
| 17/11/2004 | Мессіна      | Італія            | 1 – 0                 | Фінляндія            | товариський матч      | -    |                   |
| 09/02/2005 | Кальярі      | Італія            | 2 – 0                 | Росія                | товариський матч      | -    |                   |
| 26/03/2005 | Мілан        | Італія            | 2 – 0                 | Шотландія            | Відбір до ЧС 2006     | -    |                   |
| 08/06/2005 | Торонто      | Італія            | 1 – 1                 | Сербія та Чорногорія | товариський матч      | -    |                   |
| 11/06/2005 | Нью-Йорк     | Італія            | 1 – 1                 | Еквадор              | товариський матч      | -    |                   |
| 16/08/2006 | Ліворно      | Італія            | 0 – 2                 | Хорватія             | товариський матч      | -    |                   |
| 17/10/2007 | Сієна        | Італія            | 2 – 0                 | ПАР                  | товариський матч      | -    |                   |
| 17/11/2007 | Глазго       | Шотландія         | 1 – 2                 | Італія               | Відбір до ЧЄ 2008     | -    |                   |
| 21/11/2007 | Модена       | Італія            | 3 – 1                 | Фарерські острови    | Відбір до ЧЄ 2008     | 1    |                   |
| 30/05/2008 | Флоренція    | Італія            | 3 – 1                 | Бельгія              | товариський матч      | -    |                   |
| 13/06/2008 | Цюрих        | Італія            | 1 – 1                 | Румунія              | ЧЄ 2008 - 1-й етап    | -    |                   |
| 17/06/2008 | Цюрих        | Франція           | 0 – 2                 | Італія               | ЧЄ 2008 - 1-й етап    | -    |                   |
| 22/06/2008 | Відень       | Іспанія           | 0 – 0 д.ч. (4-2 п.п.) | Італія               | ЧЄ 2008 - чвертьфінал | -    |                   |
| 11/10/2008 | Софія        | Болгарія          | 0 – 0                 | Італія               | Відбір до ЧС 2010     | -    |                   |
| 15/10/2008 | Лечче        | Італія            | 2 – 1                 | Чорногорія           | Відбір до ЧС 2010     | -    |                   |
| 19/11/2008 | Афіни        | Греція            | 1 – 1                 | Італія               | товариський матч      | -    |                   |
| 28/03/2009 | Подгориця    | Чорногорія        | 0 – 2                 | Італія               | Відбір до ЧС 2010     | -    |                   |
| 01/04/2009 | Барі         | Італія            | 1 – 1                 | Ірландія             | Відбір до ЧС 2010     | -    |                   |
| 15/06/2009 | Преторія     | США               | 1 – 3                 | Італія               | Кубок Конфедерацій    | -    |                   |
| 18/06/2009 | Йоганнесбург | Єгипет            | 1 – 0                 | Італія               | Кубок Конфедерацій    | -    |                   |
| 21/06/2009 | Преторія     | Італія            | 0 – 3                 | Бразилія             | Кубок Конфедерацій    | -    |                   |
| 12/08/2009 | Базель       | Швейцарія         | 0 – 0                 | Італія               | товариський матч      | -    |                   |
| 05/09/2009 | Тбілісі      | Грузія            | 0 – 2                 | Італія               | Відбір до ЧС 2010     | -    |                   |
| 09/09/2009 | Турин        | Італія            | 2 – 0                 | Болгарія             | Відбір до ЧС 2010     | -    |                   |
| 10/10/2009 | Дублін       | Ірландія          | 2 – 2                 | Італія               | Відбір до ЧС 2010     | -    |                   |
| 14/11/2009 | Пескара      | Італія            | 0 – 0                 | Нідерланди           | товариський матч      | -    |                   |
| 18/11/2009 | Чезена       | Італія            | 1 – 0                 | Швеція               | товариський матч      | 1    |                   |
| 03/03/2010 | Монако       | Італія            | 0 – 0                 | Камерун              | товариський матч      | -    |                   |
| 05/06/2010 | Женева       | Швейцарія         | 1 – 1                 | Італія               | товариський матч      | -    |                   |
| 14/06/2010 | Кейптаун     | Італія            | 1 – 1                 | Парагвай             | ЧС 2010 - 1-й етап    | -    |                   |
| 20/06/2010 | Мбомбела     | Італія            | 1 – 1                 | Нова Зеландія        | ЧС 2010 - 1-й етап    | -    |                   |
| 24/06/2010 | Йоганнесбург | Словаччина        | 3 – 2                 | Італія               | ЧС 2010 - 1-й етап    | -    |                   |
| 10/08/2010 | Лондон       | Італія            | 0 – 1                 | Кот-д'Івуар          | товариський матч      | -    |                   |
| 03/09/2010 | Таллінн      | Естонія           | 1 – 2                 | Італія               | Відбір до ЧЄ 2012     | -    |                   |
| 07/09/2010 | Флоренція    | Італія            | 5 – 0                 | Фарерські острови    | Відбір до ЧЄ 2012     | -    |                   |
| 08/10/2010 | Белфаст      | Північна Ірландія | 0 – 0                 | Італія               | Відбір до ЧЄ 2012     | -    |                   |
| 12/10/2010 | Генуя        | Італія            | 3 – 0                 | Сербія               | Відбір до ЧЄ 2012     | -    | технічна перемога |
| 09/02/2011 | Дортмунд     | Німеччина         | 1 – 1                 | Італія               | товариський матч      | -    |                   |
| 25/03/2011 | Любляна      | Словенія          | 0 – 1                 | Італія               | Відбір до ЧЄ 2012     | -    |                   |
| 29/03/2011 | Київ         | Україна           | 0 – 2                 | Італія               | товариський матч      | -    |                   |
| 03/06/2011 | Модена       | Італія            | 3 – 0                 | Естонія              | Відбір до ЧЄ 2012     | -    |                   |
| 07/06/2011 | Льєж         | Італія            | 0 – 2                 | Ірландія             | товариський матч      | -    |                   |
| 10/08/2011 | Барі         | Італія            | 2 – 1                 | Іспанія              | товариський матч      | -    |                   |
| 02/09/2011 | Торсгавн     | Фарерські острови | 0 – 1                 | Італія               | Відбір до ЧЄ 2012     | -    |                   |
| 06/09/2011 | Флоренція    | Італія            | 1 – 0                 | Словенія             | Відбір до ЧЄ 2012     | -    |                   |
| 07/10/2011 | Белград      | Сербія            | 1 – 1                 | Італія               | Відбір до ЧЄ 2012     | -    |                   |
| 11/10/2011 | Пескара      | Італія            | 3 – 0                 | Північна Ірландія    | Відбір до ЧЄ 2012     | -    |                   |
| Усього     |              | Матчів (47 місце) | 47                    |                      | Голів                 | 2    |                   |

## Титули і досягнення
- Чемпіон Італії (9):

«Ювентус»: 2011-12, 2012-13, 2013-14, 2014-15, 2015-16, 2016-17, 2017-18, 2018-19, 2019-20
- Володар Кубка Італії (5):

«Ювентус»: 2014-15, 2015-16, 2016-17, 2017-18, 2020-21
- Володар Суперкубка Італії (5):

«Ювентус»: 2012, 2013, 2015, 2018, 2020
- Фіналіст Ліги чемпіонів (1):

«Ювентус»: 2014-15
- Переможець Серії B (1):

«Ювентус»: 2006-07
- Чемпіон Європи з футболу серед юнацьких команд (U-19) (1):

2003
- Бронзовий олімпійський призер: 2004
- Віце-чемпіон Європи: 2012
- Чемпіон Європи: 2020